# River Queen (bateau)
Pour les articles homonymes, voir River Queen.

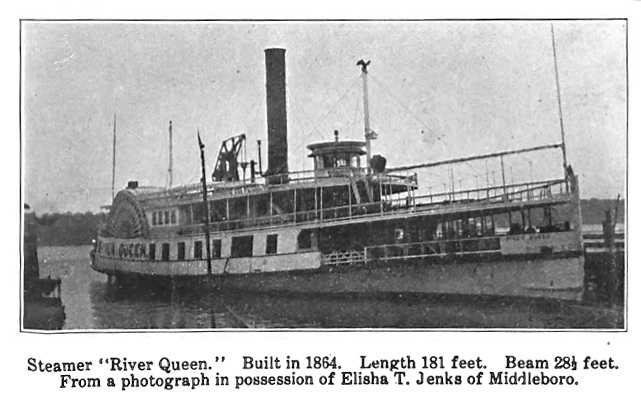
Le River Queen.

Le River Queen était un bateau à roues à aubes opérant comme ferry desservant les îles de Martha's Vineyard et Nantucket à la fin des années 1800. Construit en 1864, il a servi jusqu'en 1911.
Réquisitionné par le Département de la Guerre des États-Unis, il est utilisé comme bateau privé du général Ulysses S. Grant en 1865. À son bord a lieu la Conférence d'Hampton Roads, tentative infructueuse de mettre fin à la guerre de Sécession.
Après la guerre, le Queen River opère pour la Newport Steamboat Company entre Providence et Newport. Vendu à la Martha's Vineyard, and Nantucket Steamboat Company, il navigue sur le Potomac jusqu'en 1911.

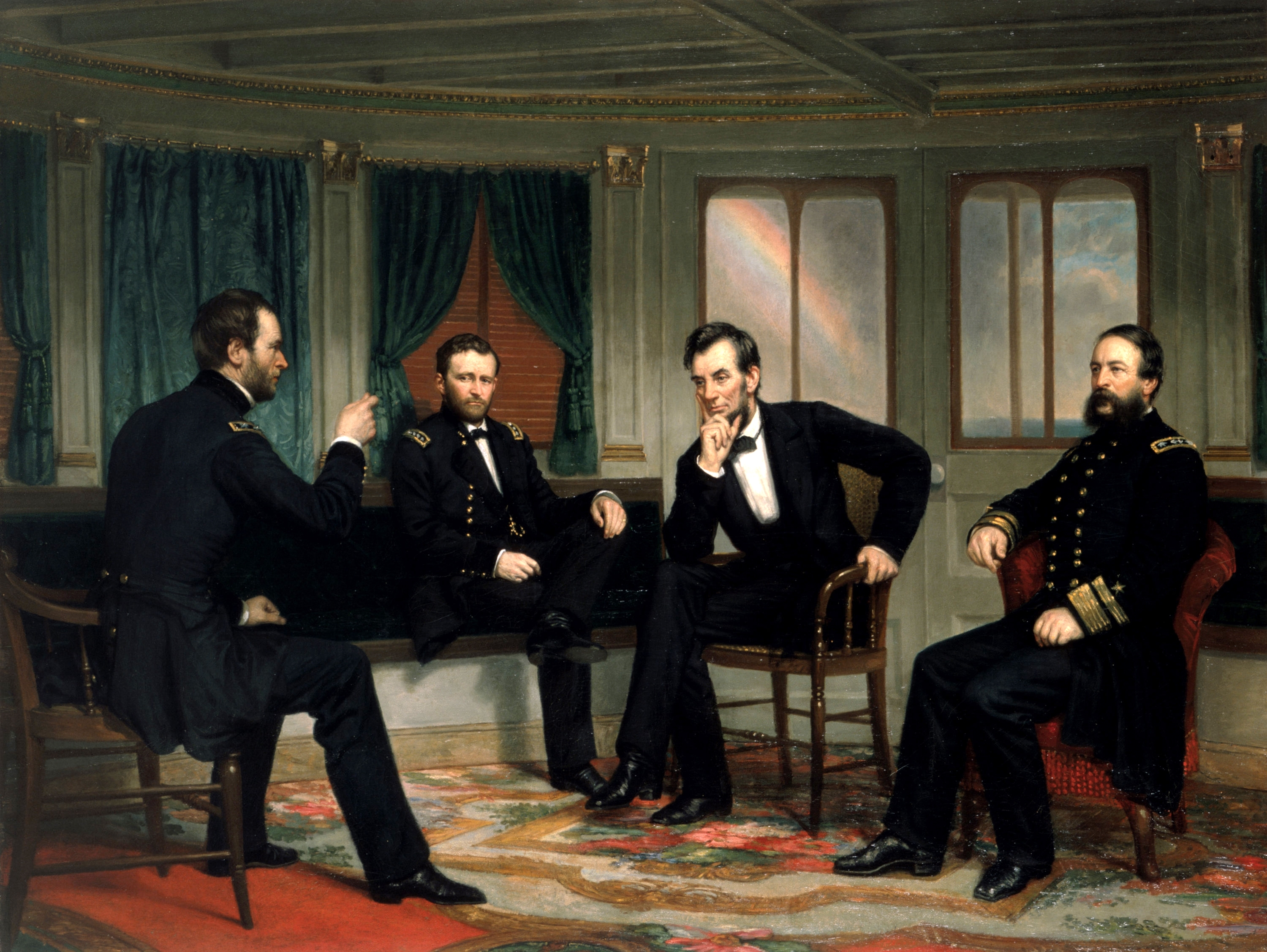
The Peacemakers ; peinture de 1868 de George Peter Alexander Healy représentant (de gauche à droite) William Tecumseh Sherman, Ulysses S. Grant, Abraham Lincoln et David Dixon Porter à bord du River Queen le 28 mars 1865.